# Вослебовское сельское поселение
Вослебовское сельское поселение — муниципальное образование в Скопинском районе Рязанской области.
Административный центр поселения — село Вослебово.
Глава муниципального образования — Чистотин Виктор Николаевич (дата избрания - 01.03.2009).

## Население
| 2010  | 2012  | 2013  | 2014  | 2015  | 2016  | 2017  |
| ----- | ----- | ----- | ----- | ----- | ----- | ----- |
| 2687  | ↘2661 | ↘2619 | ↘2590 | ↘2545 | ↘2507 | ↘2497 |
| 2018  | 2019  | 2020  | 2021  |       |       |       |
| ↘2472 | ↗2476 | ↘2468 | ↗2683 |       |       |       |

## Административное устройство
В состав сельского поселения входят 11 населённых пунктов
| №  | Населённый пункт   | Тип населённого пункта       | Население |
| -- | ------------------ | ---------------------------- | --------- |
| 1  | Брикетная          | посёлок при станции          | 0         |
| 2  | Вердерево          | село                         | ↘454      |
| 3  | Воздвиженка        | деревня                      | 0         |
| 4  | Вослебово          | село, административный центр | ↘1861     |
| 5  | Дмитриевский Хутор | деревня                      | 22        |
| 6  | Кушуново           | село                         | ↘77       |
| 7  | Лесничество        | посёлок                      | 0         |
| 8  | Летово             | деревня                      | 11        |
| 9  | Новое              | село                         | ↘39       |
| 10 | Савиловка          | деревня                      | 0         |
| 11 | Свистовка          | деревня                      | ↘223      |